# پیلساخ
پیلساخ (به آلمانی: Pilsach) یک شهر در آلمان است که در نویمارکت واقع شده‌است. پیلساخ ۲٬۶۵۱ نفر جمعیت دارد.